# Сочихэл
Сочихэл (монг. Сочигэл) — одна из жён Есугея-багатура, отца Чингисхана. Её сыновьями были Бектер и Бельгутей; последний впоследствии стал одним из соратников и полководцев Чингисхана.

## Биография
Сочихэл была супругой Есугея-багатура, монгольского вождя и основателя рода Кият-Борджигин. У Есугея также была и другая жена — Оэлун; её детьми были Тэмуджин — будущий Чингисхан, Хасар, Хачиун, Тэмуге и дочь Темулун.
После смерти Есугея в 1171 году его приверженцы покинули семьи Сочихэл и Оэлун, выгнав их с насиженных мест и угнав весь принадлежавший им скот. Несколько лет вдовы с детьми жили в полной нищете, скитались в степях, питаясь кореньями, дичью и рыбой. В этих условиях дети Сочихэл и Оэлун не ладили между собой. Так, когда Тэмуджин и Хасар поймали в Ононе рыбу, Бектер и Бельгутей забрали её себе. Решив отомстить, братья подкараулили Бектера и убили его.
Около 1184 года, мстя за похищение Есугеем Оэлун, на становище Борджигинов напали три сотни меркитских воинов; Сочихэл, невеста Тэмуджина Бортэ и служанка Хоахчин были захвачены ими в плен. Собрав войско с помощью кереитского хана Тоорила и своего побратима Джамухи, Тэмуджин выступил против меркитов и разгромил их в междуречии слияния рек Чикой и Хилок с Селенгой на территории нынешней Бурятии. Похищенные женщины были обнаружены, но Сочихэл отказалась возвращаться назад, бежав в тайгу. Тогда разъярённый Бельгутей приказал перебить всех меркитских воинов, устроивших набег, а их жён и дочерей — взять в наложницы или служанки.
Л. Н. Гумилёв считал, что бегство Сочихэл было результатом её предательства, так как без помощи кого-то из Борджигинов меркиты не смогли бы найти их ставку. По его мнению, это объясняет и внезапный набег на кочевье Борджигинов, и привязанность Сочихэл к её новому мужу-меркиту.